# Storskog
Storskog (Стурскуг en rus) és una localitat fronterera situada al municipi de Sør-Varanger, al comtat noruec de Finnmark. Es troba dins del cercle polar àrtic, al sud-est de Kirkenes, el nucli urbà més poblat del municipi.
L'únic pas de frontera terrestre entre Noruega i Rússia es troba en aquesta localitat. A l'altre costat de la frontera, a Rússia, el lloc de control se situa prop del petit poblat de Boris Gleb, a l'óblast de Múrmansk. Des de l'any 2000, es registren constants augments al trànsit de vehicles i persones que creuen la frontera. El 2011 foren més de 200.000 persones. Per aquest motiu, les autoritats de Noruega i Rússia van realitzar obres d'ampliació a la duana. El pas fronterer roman obert entre les 07:00 am i les 09:00 pm, hora local de Noruega.